# Cantonul Zürich

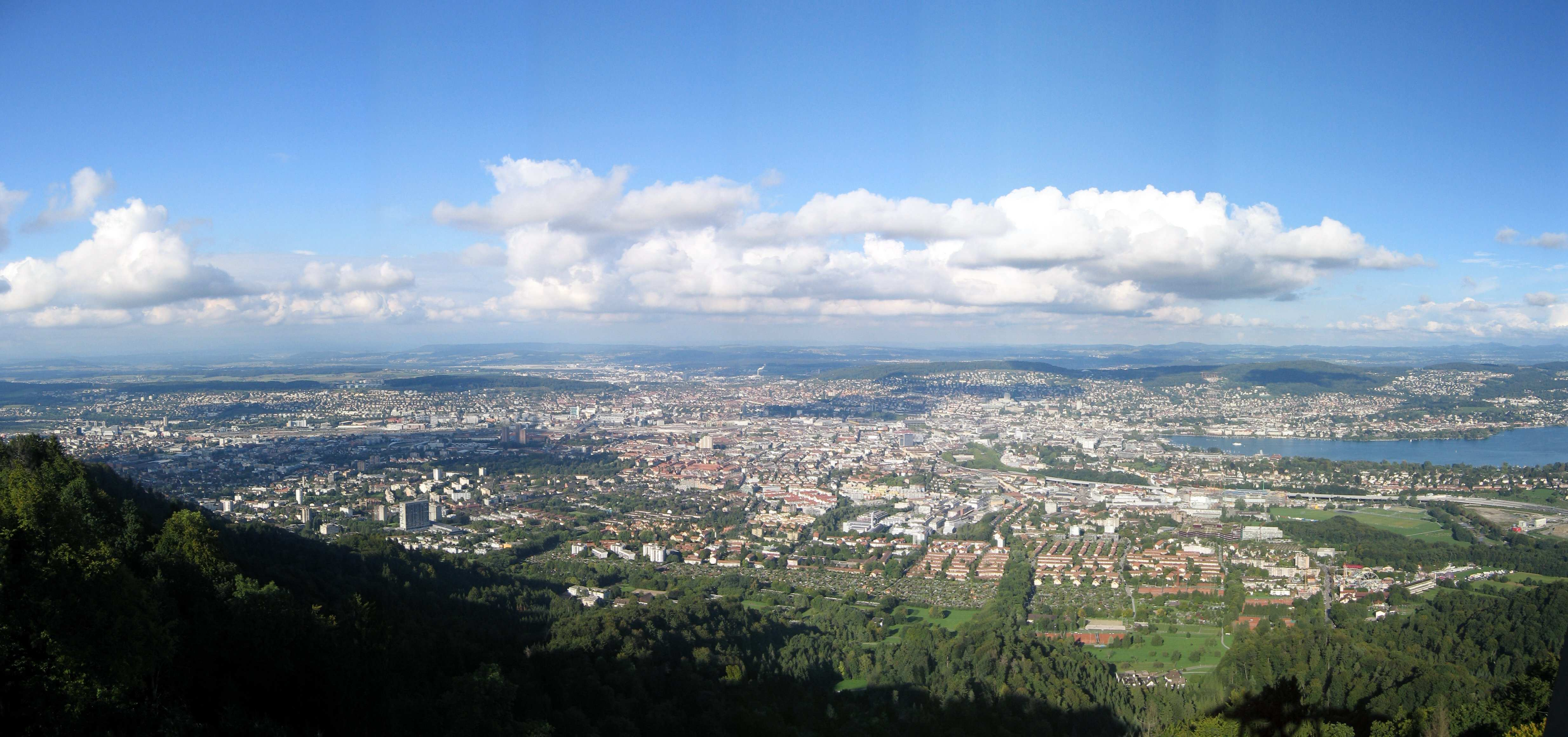
Vedere a oraşului Zürich de pe Üetliberg

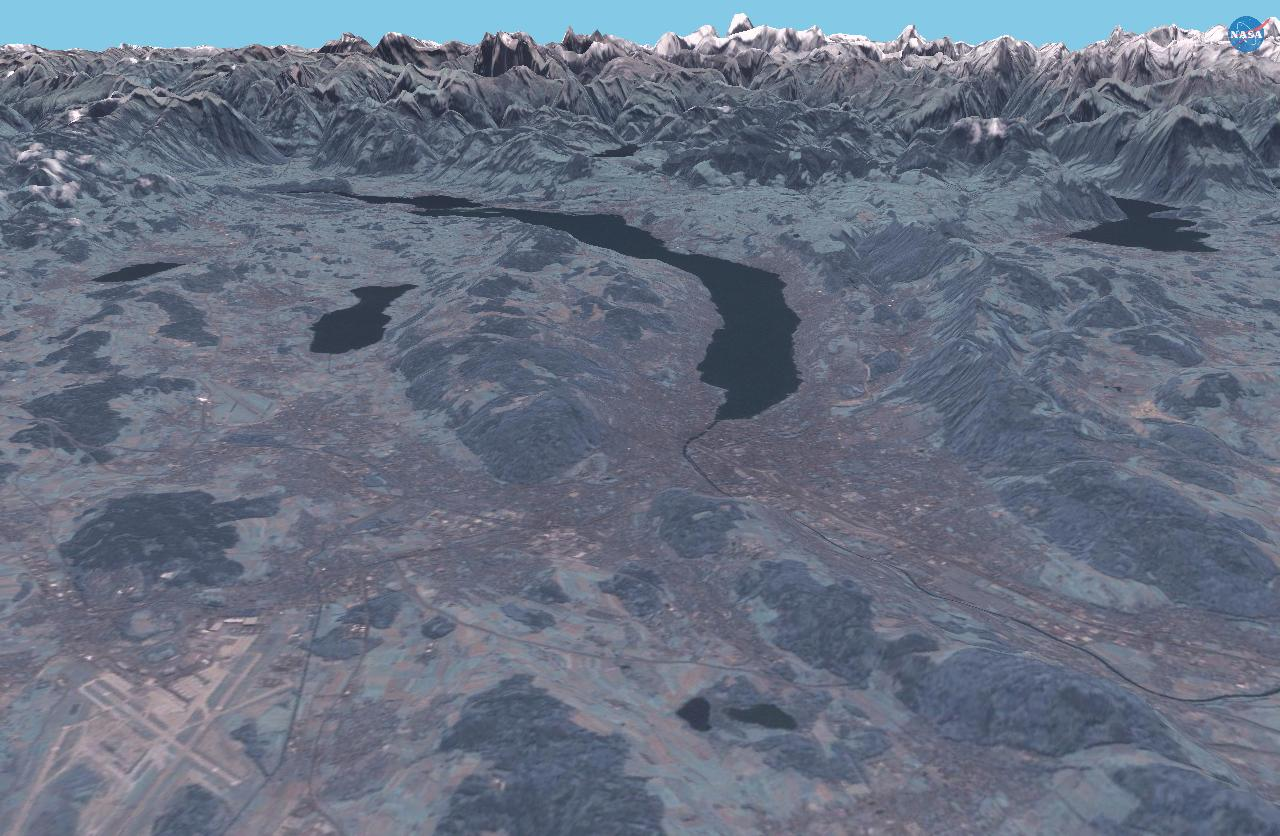
Vedere a Zürichului, Lacului Zürich și a Alpilor, după o imagine Landsat

Cantonul Zürich (în germană: Kanton Zürichⓘ) este unul dintre cantoanele Elveției, aflat în nord-estul țării, cu capitala la orașul Zürich. Limba oficială este germana, însă locuitorii vorbesc propriul lor dialect, numit Züritüütsch.

## Geografie
Cantonul Zürich se află la nord de Munții Alpi. Vecinii săi sunt cantoanele Schaffhausen la nord, Argovia la vest, Zug și Schwyz la sud și Thurgovia și St.Gallen la est. Cea mai mare parte a Lacului Zürich se află în cadrul cantonului.
Suprafața cantonului este de 1 729 km², din care aproximativ 80% este considerat productiv. Pădurile reprezintă 505 km², iar lacurile 73 km². Principalele lacuri sunt Lacul Zürich, Greifensee și Pfäffikersee.
Cea mai mare parte a cantonului e format din văi ale râurilor care curg către Rin în nord. În nord-vest și sud-est se găsesc zone mai muntoase.

## Istorie
Cantonul Zürich e format din teritoriile obținute de capitala Zürich după ce a devenit reichsfrei în  1218. Zürich s-a alăturat Confederației Elvețiene în 1351. Partea inferioară a cantonului a intrat în componența teritoriilor Zürichului în 1362. Zürich a pretins și pierdut Toggenburg în anii 1440. Partea nordică, până la râul Rin a revenit cantonului după ce acesta a cumpărat Winterthur de la Habsburgi în 1468. Teritorile din vest și-au câștigat independența față de Zürich, intrând în 1803 în componența cantonului Argovia. O nouă constituție, aprobată în februarie 2005, a intrat în vigoare în ianuarie 2006, înlocuind vechea constituție din 1869.

## Economie
Cea mai mare parte a pământului este cultivat, însă cantonul Zürich nu e considerat o zonă agricolă. Această activitate este mai des întâlnită în nord și est, însă peste tot domină industria manufacturieră. Cantonul Zürich este cunoscut pentru industria constructoare de mașini. Industriile bumbacului și mătăsii sunt importante, împreună cu industria hârtiei. Există de asemenea numeroase firme mici și mijlocii. Orașul Zürich este un centru bancar important, însă asigurările au de asemenea mare importanță.